# E45 (európai út)
Az E45 európai út Európa északi részéről indul, hosszában átszeli Skandináviát észak-dél irányban, majd egész Nyugat-Európát. Északi kiindulópontja Alta Norvégiában, délen Szicília szigetén ér véget Gela városában.
Egész hossza körülbelül 4920 km.

## Nyomvonala
Fontosabb városok az útvonalon:
Alta – Kautokeino – (norvég-finn államhatár) – Hetta – Palojoensuu – Kaaresuvanto – (finn-svéd államhatár) – Östersund – Mora – Göteborg – (komp, svéd-dán államhatár) – Frederikshavn – Aalborg – Aarhus – Fredericia – Kolding – (dán-német államhatár) – Flensburg – Hamburg – Hannover – Hildesheim – Göttingen – Kassel – Fulda – Würzburg – Nürnberg – Ingolstadt – München – (német-osztrák államhatár) – Innsbruck – (osztrák-olasz államhatár a Brenner-hágón keresztül) – Bozen – Trient – Verona – Bologna – Firenze – Arezzo – Róma – Caserta – Nápoly – Villa San Giovanni – (komp) – Messina – Catania – Rosolini – Gela

## Képgaléria

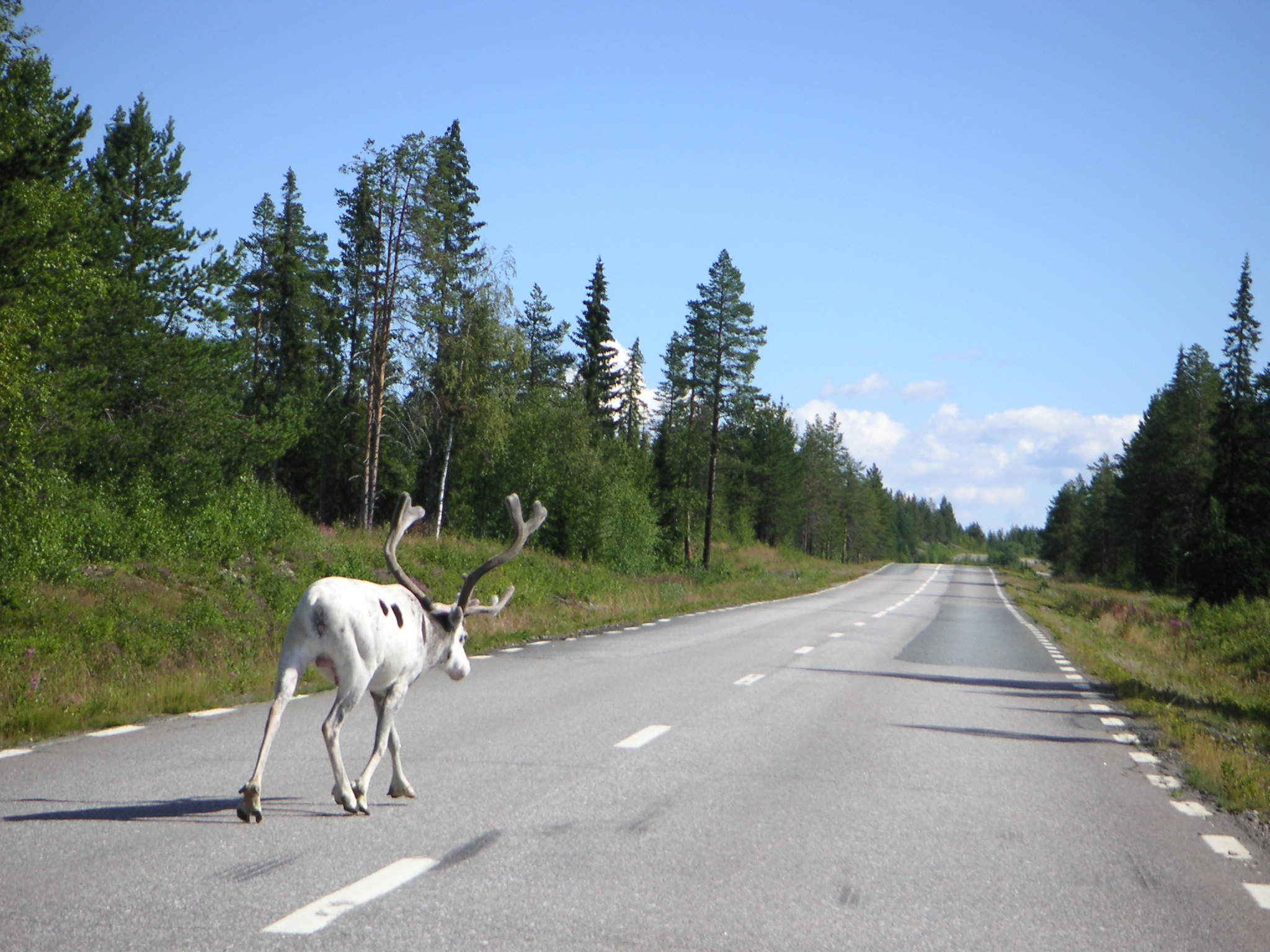
Rénszarvasok Sorsele és Slagnäs között
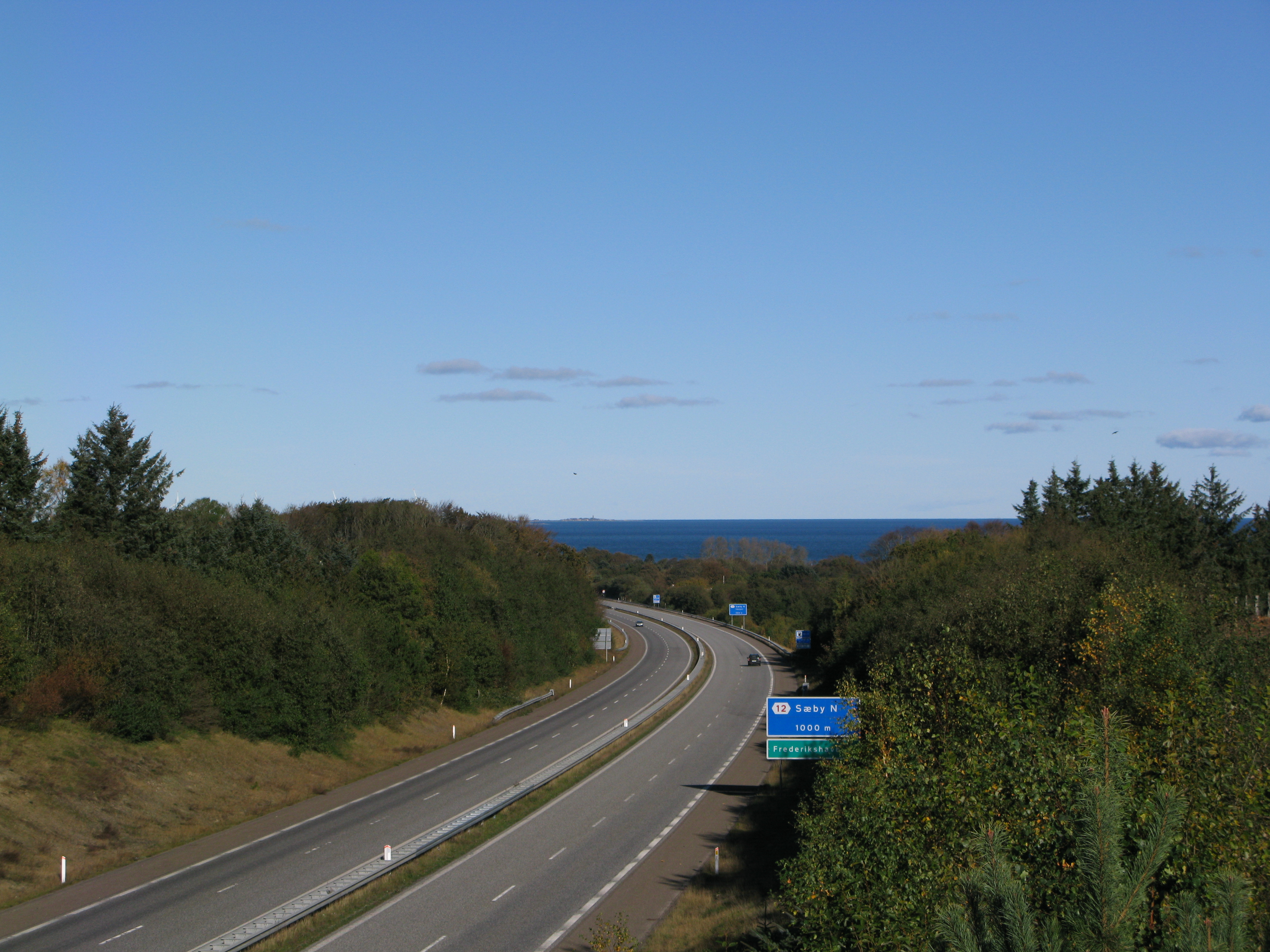
Blick auf das Kattegat bei Frederikshavn
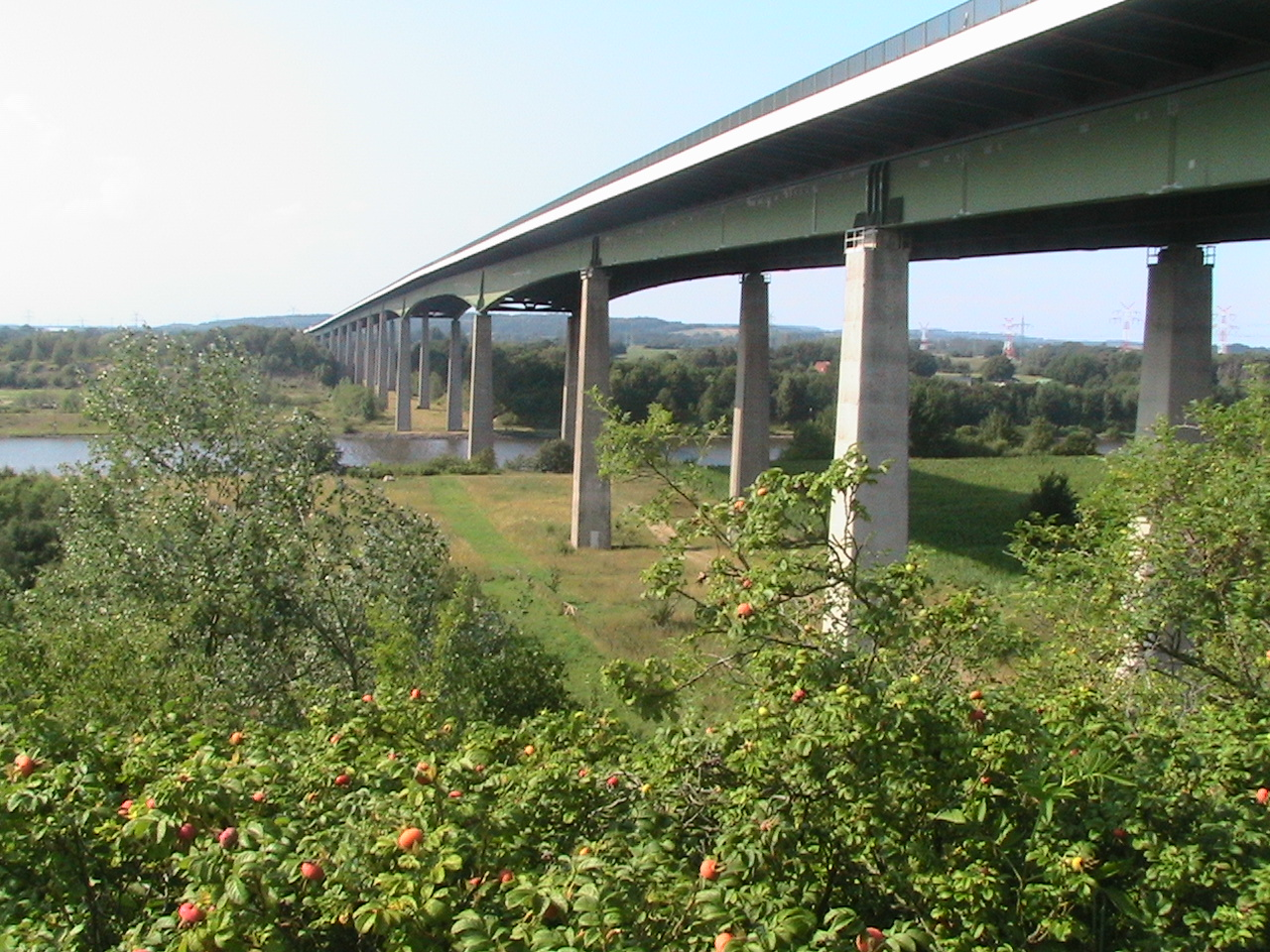
Nord-Ostsee-Kanal
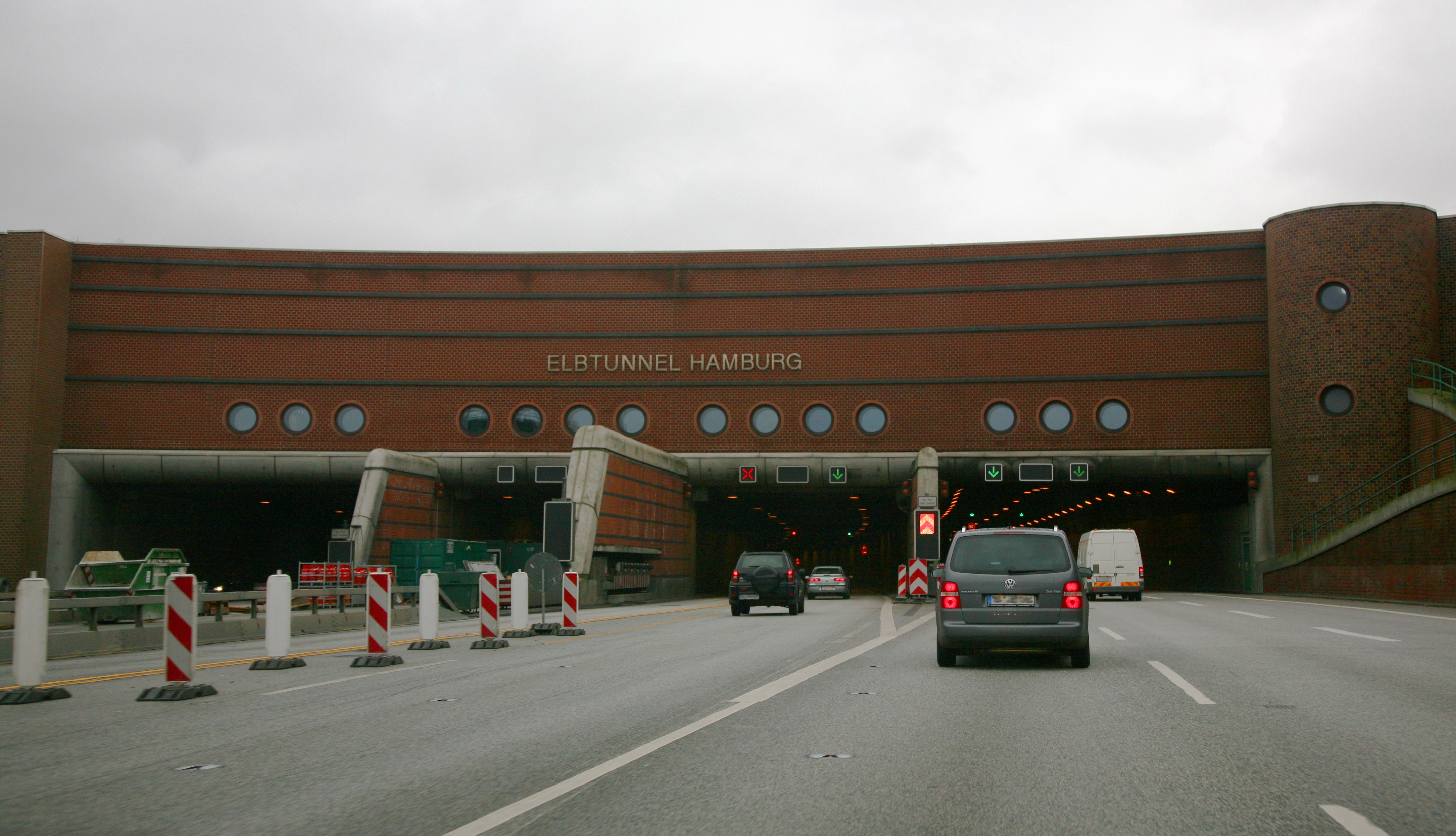
Új Elba-alagút Hamburgban
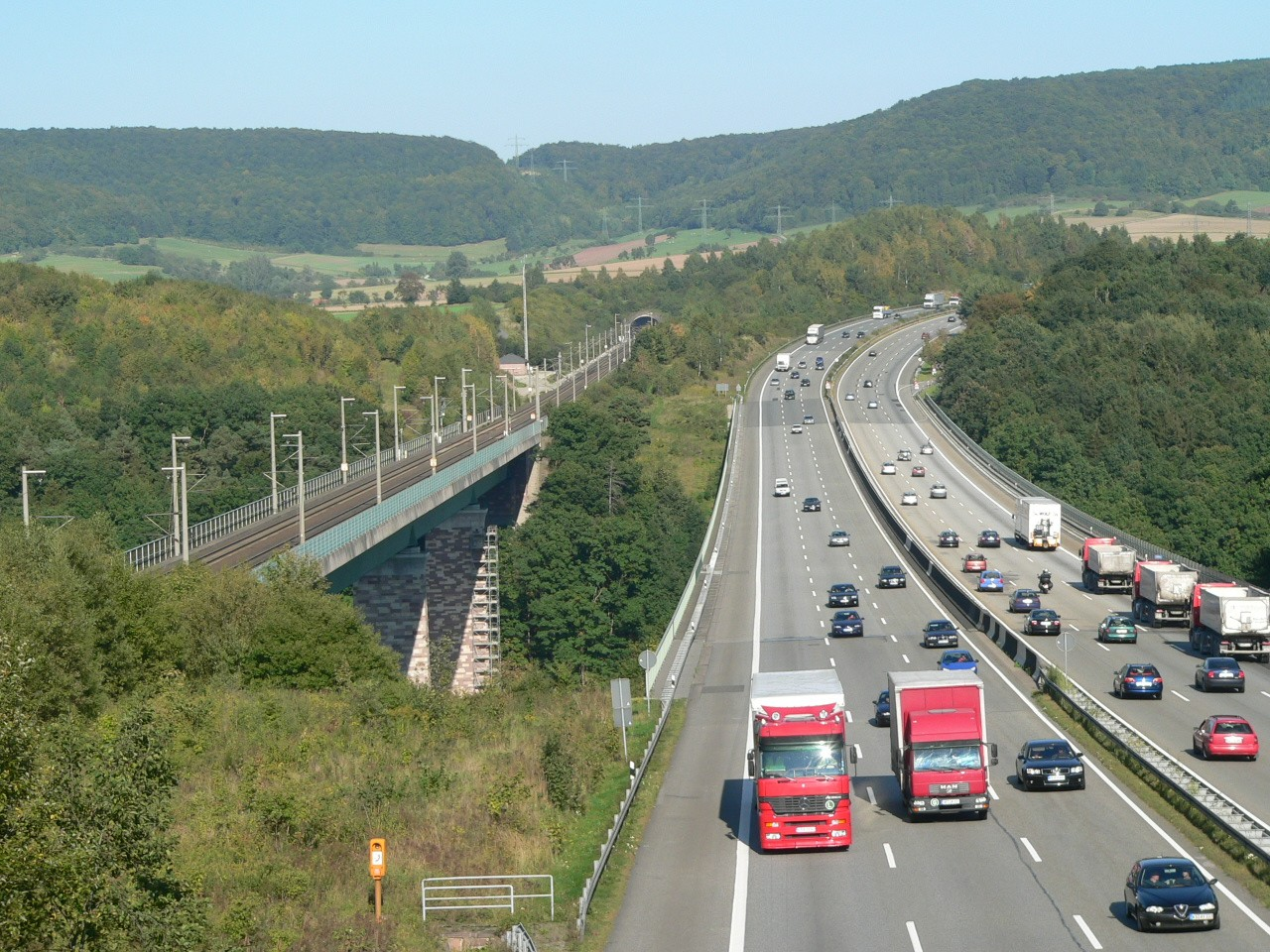
Hann. Münden közelében
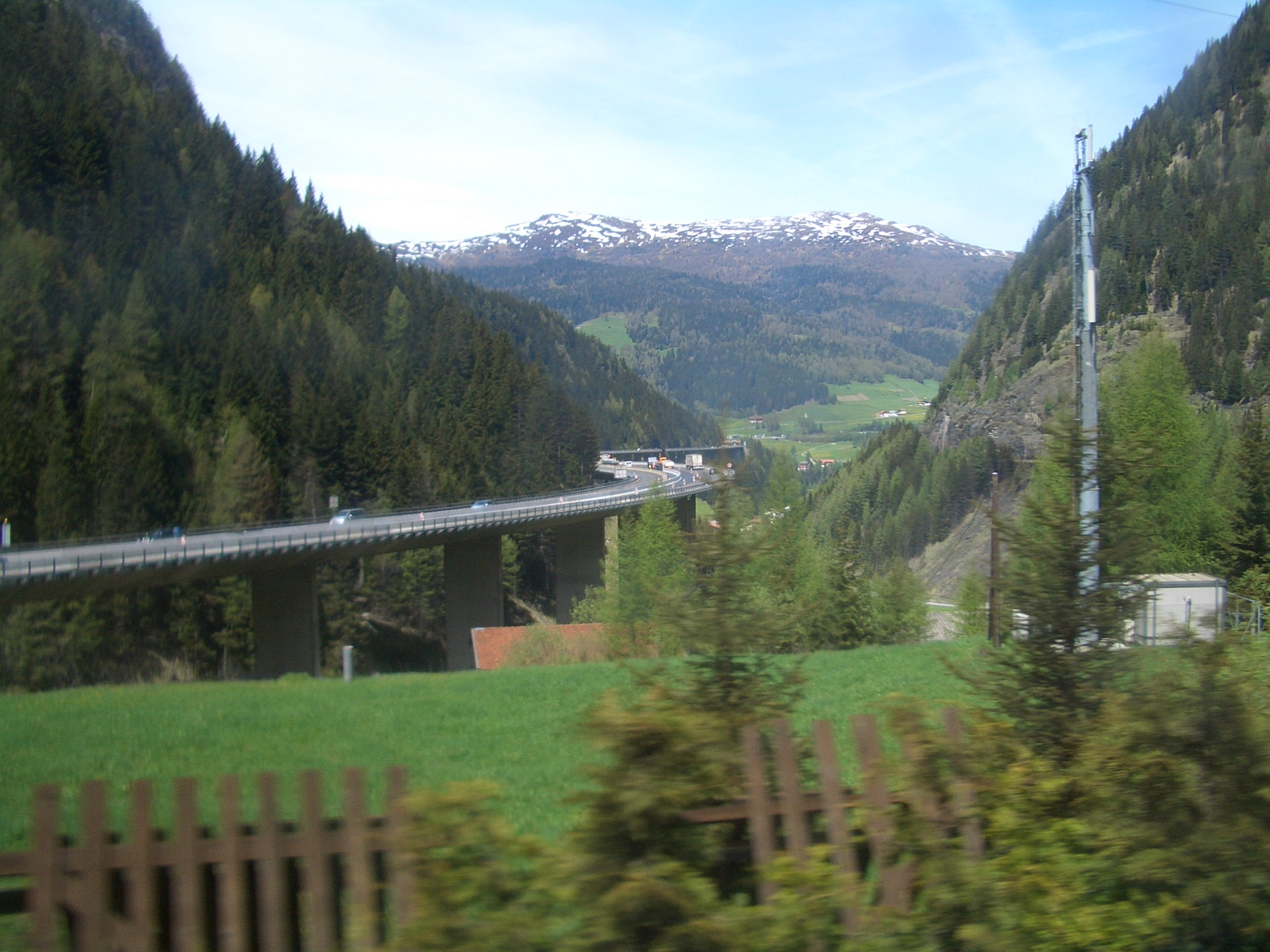
A Brenner-hágó
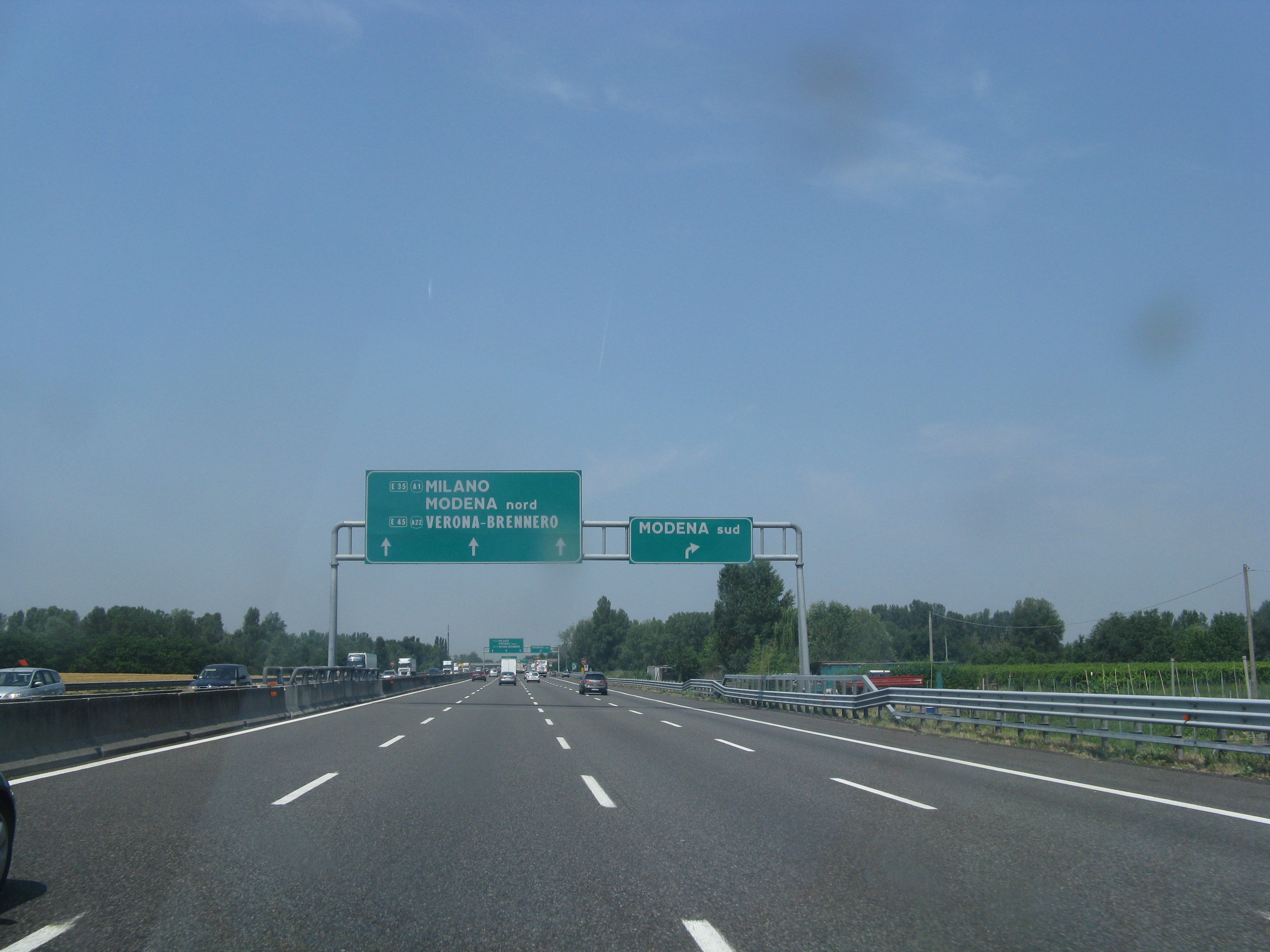
Bei Bologna közelében
Az A90-es  Róma közelében
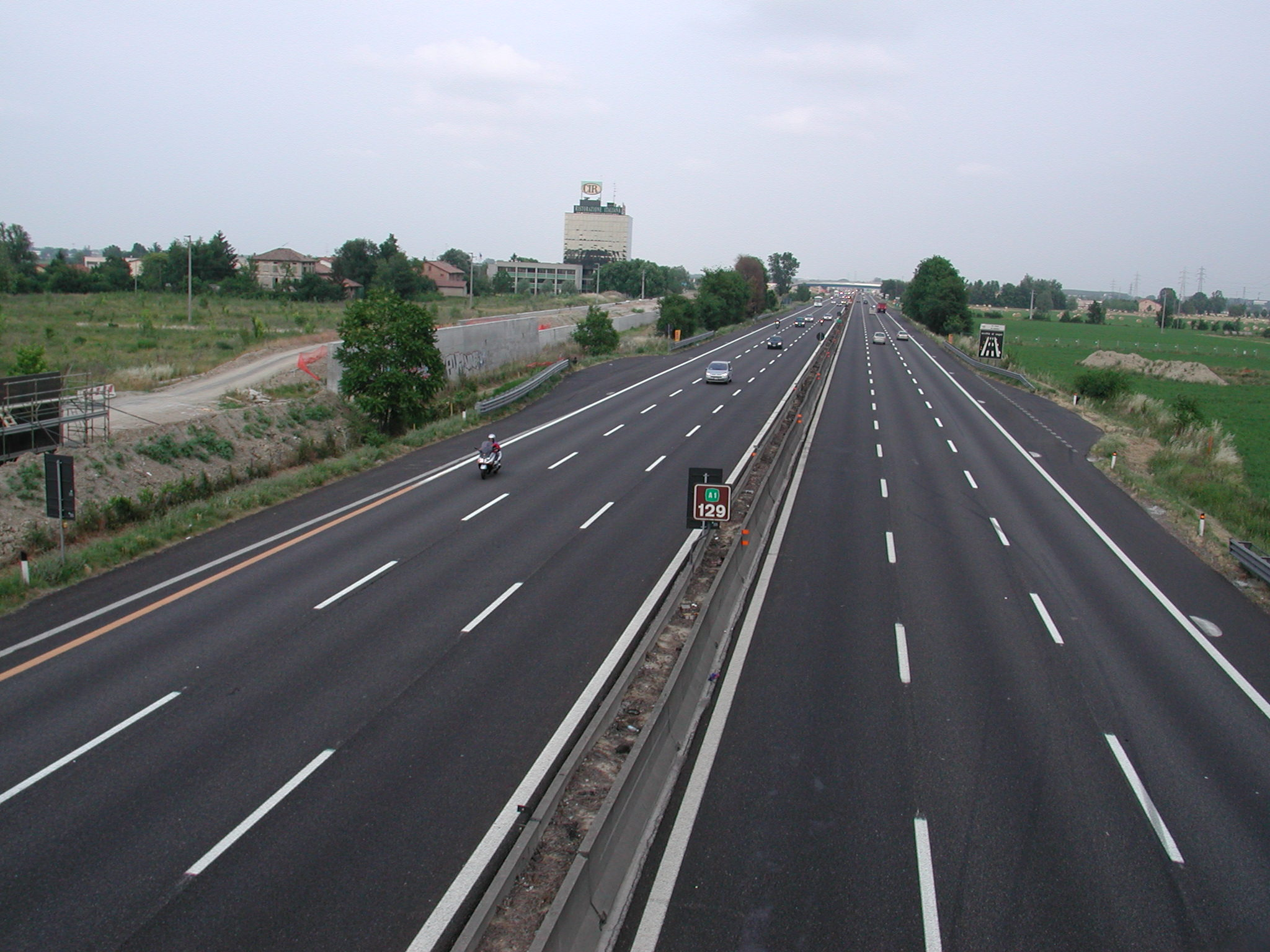
Rimini közelében
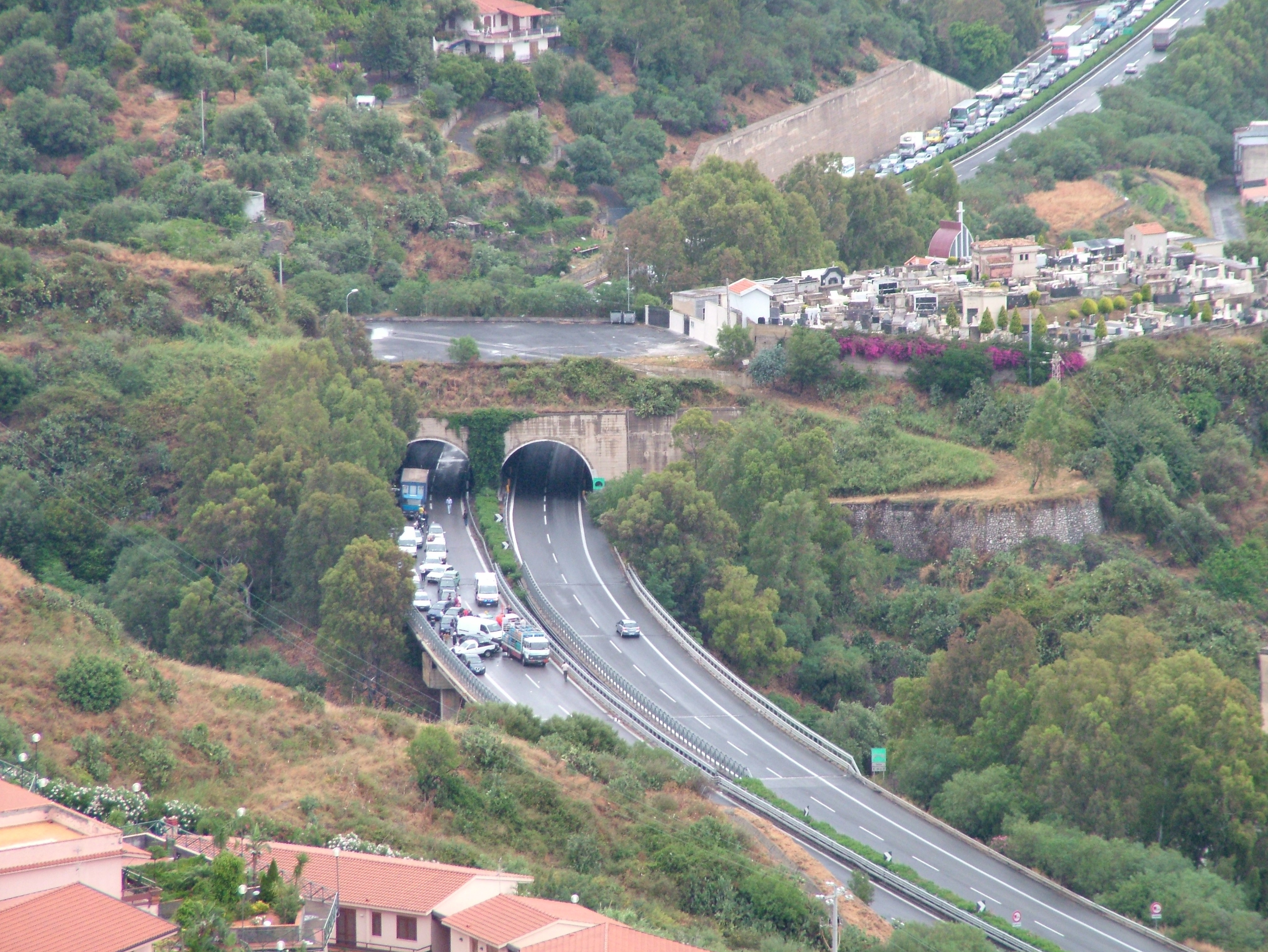
Messina közelében